# Klub Sportowy Warta Poznań 2019-2020
Questa voce raccoglie le informazioni riguardanti il Warta Poznań nelle competizioni ufficiali della stagione 2019-2020.

## Rosa
| N. |                    | Ruolo | Calciatore            |
| -- | ------------------ | ----- | --------------------- |
| 1  | Polonia (bandiera) | P     | Adrian Lis            |
| 2  | Polonia (bandiera) | C     | Dominik Smykowski     |
| 3  | Polonia (bandiera) | D     | Jakub Kiełb           |
| 4  | Polonia (bandiera) | D     | Tomasz Boczek         |
| 5  | Polonia (bandiera) | D     | Bartosz Kieliba       |
| 6  | Polonia (bandiera) | C     | Łukasz Trałka         |
| 7  | Polonia (bandiera) | C     | Michał Grobelny       |
| 8  | Polonia (bandiera) | C     | Krzysztof Danielewicz |
| 9  | Polonia (bandiera) | A     | Łukasz Spławski       |
| 10 | Polonia (bandiera) | C     | Adrian Laskowski      |
| 11 | Polonia (bandiera) | C     | Michał Jakóbowski     |
| 13 | Polonia (bandiera) | D     | Jakub Kuzdrwa         |

| N. |                    | Ruolo | Calciatore          |
| -- | ------------------ | ----- | ------------------- |
| 14 | Polonia (bandiera) | D     | Nikodem Fiedosewicz |
| 16 | Polonia (bandiera) | D     | Aleks Lawniczak     |
| 17 | Polonia (bandiera) | D     | Patryk Stepinski    |
| 18 | Polonia (bandiera) | C     | Jakub Apolinarski   |
| 19 | Polonia (bandiera) | C     | Mariusz Rybicki     |
| 20 | Polonia (bandiera) | A     | Mateusz Szczepaniak |
| 21 | Polonia (bandiera) | C     | Mateusz Kupczak     |
| 22 | Polonia (bandiera) | A     | Robert Janicki      |
| 25 | Polonia (bandiera) | A     | Gracjan Jaroch      |
| 27 | Ucraina (bandiera) | C     | Sergiy Napolov      |
| 28 | Polonia (bandiera) | C     | Karol Gadzielewicz  |
| 33 | Polonia (bandiera) | P     | Tomasz Laskowski    |